# L'Étudiant français
Pour les articles homonymes, voir Action française (homonymie).
Ne doit pas être confondu avec L'Étudiant (groupe média).
L'Étudiant français, sous-titré Organe mensuel de la Fédération nationale des étudiants d'Action française (Paris, novembre 1920 – Lyon, juin/juillet 1944), était un journal d'étudiants royalistes français lancé par Emmanuel Beau de Loménie, ancien combattant et secrétaire général de la Fédération nationale des étudiants.
Ce périodique étudiant et la Fédération nationale des étudiants d'Action française étaient associés à L'Action française de Charles Maurras. L'Étudiant français lui était semblable sans être la copie conforme de son « grand frère » puisqu’il accordait une place importante à « la vie des étudiants ». De nombreux jeunes royalistes qui devaient joindre les rangs de l'Action française ont fait leurs débuts à L'Étudiant français.
« L'Étudiant français a été, jusqu'en 1939, un instrument de propagande, un lieu de sociabilité et un vecteur de formation intellectuelle en phase avec l'organisation des Étudiants d'Action française ». De plus, la chronique du Quartier latin était la base logistique de la propagande monarchiste d'après Michel Leymarie et Jacques Prévotat.

## Historique
En 1922, Emmanuel Beau de Loménie cède sa place à Georges Calzant qui améliorera les procédés de recrutement en favorisant la tenue de réunions par filières pour ne pas négliger les intérêts corporatifs.
Le numéro de novembre 1933 comporte un supplément dirigé par des Camelots du roi intitulé Chez le diable bitru.
Le journal alimente les polémiques étudiantes notamment l'affaire Scelle en 1925 et l'affaire Jèze en 1935 et 1936, au cours desquelles des étudiants d'extrême droite veulent empêcher ces deux enseignants de faire cours.
En avril 1937, dans un article intitulé « Réflexions sur l'antisémitisme », L'Étudiant français se déclare ouvertement antimarxiste et antisémite.